# Cândido Gonçalves Rosa
 Cândido Gonçalves Rosa  (Vila de São Sebastião, Ilha Terceira, Açores, Portugal, 1808 — 30 de Junho, 1863) foi um militar português. 

## Biografia
Descendente de uma família modesta da Vila de São Sebastião, na ilha Terceira onde em 30 de Julho de 1829, alistou-se no exercito de Bravos do Mindelo, que tinham de constituir a legião libertadora.
Tomou parte activa em toda a campanha liberal, sendo um dos Bravos do Mindelo, combatendo sempre de forma notável. Pelos serviços prestados à pátria foi-lhe concedido, após a memorável batalha nas linhas interiores do Porto, em 25 de Julho de 1833, o grau de Oficial da Torre e Espada. 
Fez parte da divisão auxiliar de Espanha, continuando a manter os justos créditos de valente militar. 
Foi cavaleiro da Ordem de São Bento de Avis, oficial da Torre e Espada do Valor, Lealdade e Mérito, agraciado com a medalha n.º 9 das campanhas da liberdade, coronel graduado de artilharia, e foi governador interino do Fortaleza de São João Baptista de Angra do Heroísmo.